# Municipio de McKinley (condado de Stone)
El municipio de McKinley (en inglés: McKinley Township) es un municipio ubicado en el condado de Stone en el estado estadounidense de Misuri. En el año 2010 tenía una población de 482 habitantes y una densidad poblacional de 16,06 personas por km².

## Geografía
El municipio de McKinley se encuentra ubicado en las coordenadas 36°50′36″N 93°23′18″O / 36.84333, -93.38833. Según la Oficina del Censo de los Estados Unidos, el municipio tiene una superficie total de 30.01 km², de la cual 29,96 km² corresponden a tierra firme y (0,15 %) 0,04 km² es agua.

## Demografía
Según el censo de 2010, había 482 personas residiendo en el municipio de McKinley. La densidad de población era de 16,06 hab./km². De los 482 habitantes, el municipio de McKinley estaba compuesto por el 98,96 % blancos, el 0,41 % eran asiáticos y el 0,62 % eran de una mezcla de razas. Del total de la población el 0,21 % eran hispanos o latinos de cualquier raza.